# فرودگاه آبل سانتاماریا
فرودگاه آبل سانتاماریا (به انگلیسی: Abel Santamaría Airport) (به زبان بومی: Aeropuerto "Abel Santamaría") یک فرودگاه نظامی و همگانی با کد یاتا SNU است که یک باند فرود آسفالت دارد و طول باند آن ۳۰۱۷ متر است. این فرودگاه در کشور کوبا قرار دارد و در ارتفاع ۱۰۳ متری از سطح دریا واقع شده‌است.

## شرکت‌های هواپیمایی و مقصدهای پروازی
| شرکت‌های هواپیمایی     | مقصدهای پروازی |
| --------------------- | --- |
| امریکن ایرلاینز       | میامی چارتر: تمپا |
| آروبا ایرلاینز        | چارتر: میامی |
| ایر کانادا            | فصلی: هلفکس استانفیلد، مک‌دونالد-کارتیر اتاوا |
| ایر کانادا روژ        | مونترآل-پییر الیوت ترودو، پیرسون تورنتو |
| Air Transat           | مونترآل-پییر الیوت ترودو، پیرسون تورنتو فصلی: کالگری، هلفکس استانفیلد، لندن، مک‌دونالد-کارتیر اتاوا، ژان لوساژ شهر کبک، رجاینا، ساسکاتون جان گ. دیفنبکر، ونکوور، ویندزر، وینیپگ جیمز آرمسترانگ ریچاردسون |
| Bahamasair            | لیندن پیندلینگ |
| بلو پاناروما ایرلاینز | میلانو مالپنسا |
| کوندور فلوگدینست      | فصلی: سنگستر، مونیخ، فرانکفورت |
| کوپا ایرلاینز         | توکومن |
| هواپیمایی کوبا        | مونترآل-پییر الیوت ترودو، پیرسون تورنتو |
| ایسترن ایر لاینز      | چارتر: میامی |
| Evelop Airlines       | چارتر: گرن کناریا |
| Interjet              | مکزیکو سیتی |
| جت‌بلو                 | فورت لادردیل–هالیوود چارتر: تمپا |
| لوت پولیش ایرلاینز    | چارتر: شوپن ورشو |
| ساوت‌وست ایرلاینز      | فورت لادردیل–هالیوود (پایان در ۴ سپتامبر ۲۰۱۷) |
| Sun Country Airlines  | چارتر: تمپا، میامی |
| سان‌وینگ ایرلاینز      | مونترآل-پییر الیوت ترودو، پیرسون تورنتو فصلی: سی‌اف‌بی باگوتویل، کالگری، ادمونتون، هلفکس استانفیلد، مک‌دونالد-کارتیر اتاوا، ژان لوساژ شهر کبک، ونکوور، وینیپگ جیمز آرمسترانگ ریچاردسون                     |
| Thomas Cook Airlines  | فصلی: منچستر (آغاز از ۱۲ مه ۲۰۱۸) |
| Thomson Airways       | منچستر |
| وست جت                | پیرسون تورنتو |
| ایکس‌ال ایرویز فرانسه  | شارل دوگل پاریس |